# Navegació polinèsia
La navegació polinèsia o orientació polinèsia es va utilitzar durant milers d'anys per permetre llargs viatges a través de milers de quilòmetres de l'oceà Pacífic obert. Els polinesis van entrar en contacte amb gairebé totes les illes de l'extens triangle polinesi, utilitzant canoes estabilizadores o canoes de doble casc. Les canoes de doble casc eren dos grans bucs, d'igual llargada, i lligats l'un al costat de l'altre. L'espai entre les canoes paral·leles permetia emmagatzemar aliments, materials de caça i xarxes quan s'embarcaven en viatges llargs. Els navegants polinesis van utilitzar tècniques d'orientació com ara la navegació per les estrelles i observacions d'ocells, onades oceàniques i patrons de vent, i es van basar en un gran cos de coneixement de la tradició oral.
Els navegants viatjaven a petites illes habitades utilitzant tècniques d'orientació i coneixements transmesos per tradició oral de mestre a aprenent, sovint en forma de cançó. Generalment, cada illa mantenia un gremi de navegants que tenien un estatus molt alt; en temps de fam o dificultat, podien comerciar per ajudes o evacuar persones a les illes veïnes. A partir de l'any 2014, aquests mètodes de navegació tradicionals encara s'ensenyen a la zona atípica de la polinèsia de Taumako a les Salomós i a les societats de viatge per tot el Pacífic.
Tant les tècniques d'orientació com els mètodes de construcció de canoes estabilizadores s'han mantingut com a secrets del gremi, però en el renaixement modern d'aquestes habilitats, s'estan enregistrant i publicant.

## Història

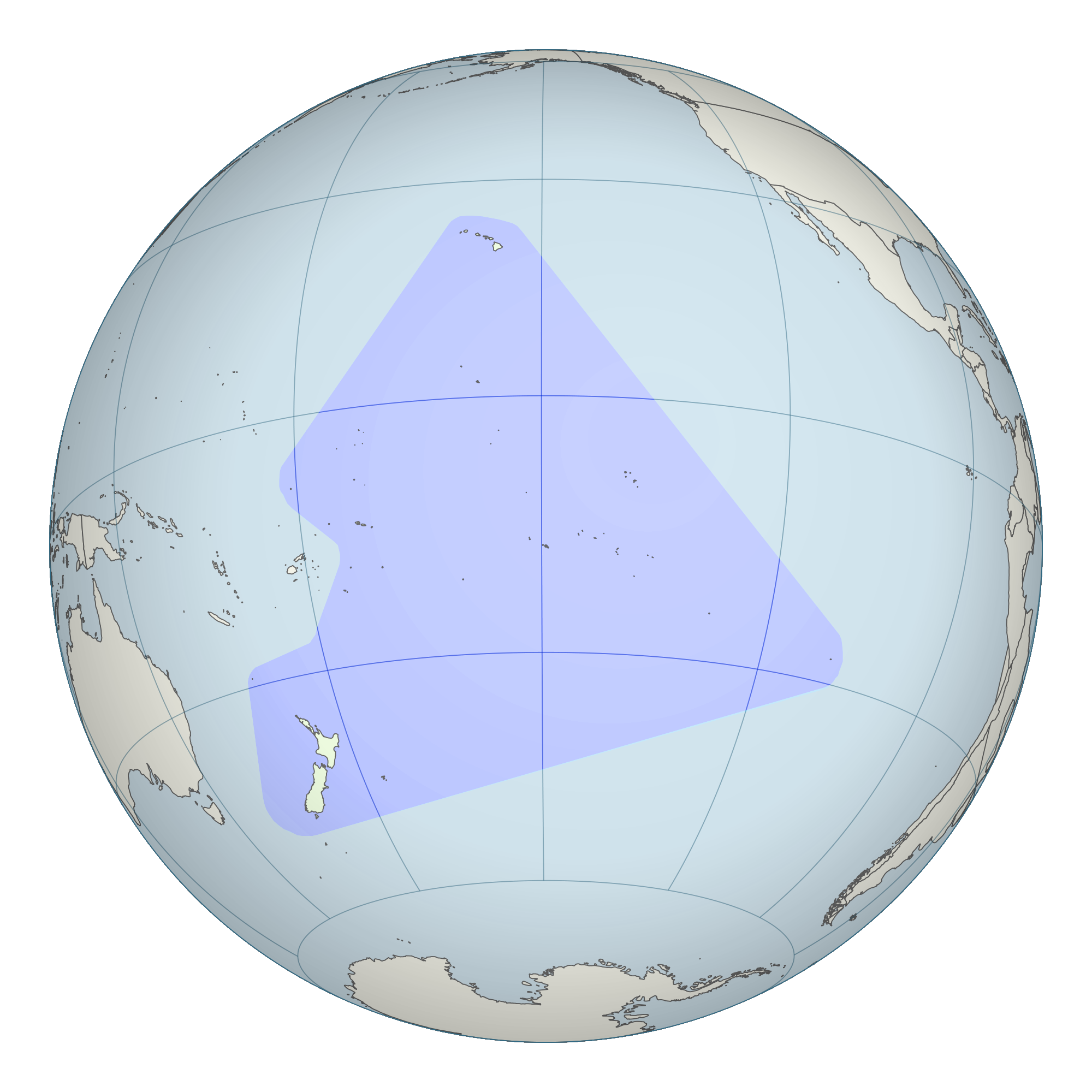
Una projecció del triangle polinesi en el globus

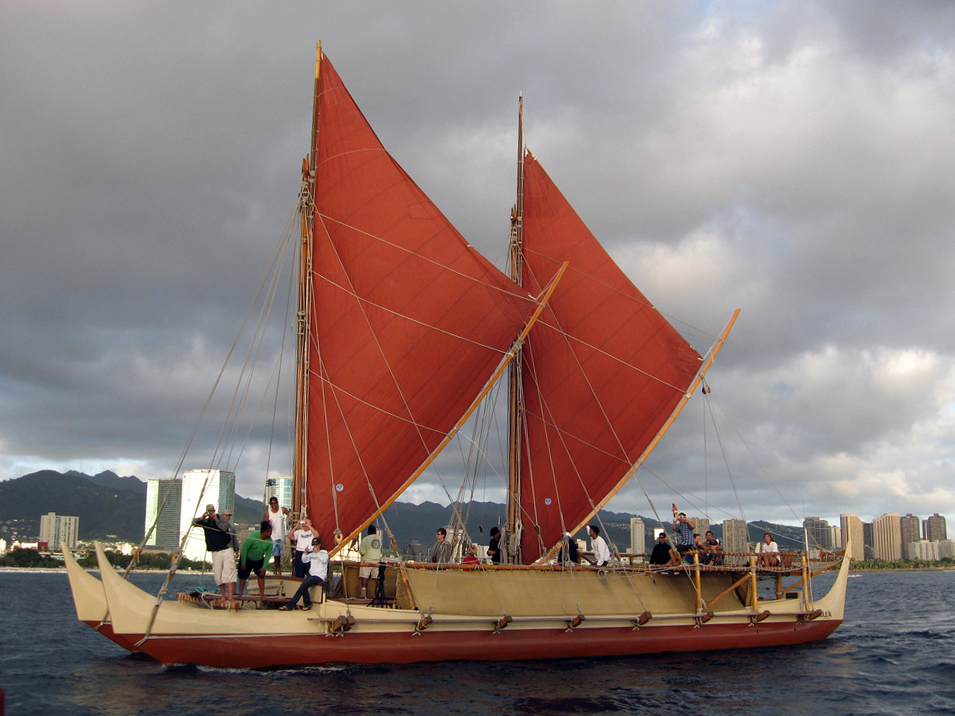
Una Hokule'a, una canoa de doble buc salpant des d'Honolulu el 2009

Entre el 3000 i el 1000 aC, els parlants de llengües austronesies es van estendre per les illes del sud-est asiàtic, probablement començant per Taiwan, com a tribus els nadius de les quals es pensava que havien arribat anteriorment de la Xina del sud continental fa uns 8.000 anys, fins a les vores. de Micronèsia occidental i cap a Melanèsia, passant per Filipines i Indonèsia. En el registre arqueogenètic hi ha traces ben definides d'aquesta expansió que permeten seguir i datar amb una certa certesa el camí que va fer. A mitjans del II mil·lenni aC, una cultura distintiva va aparèixer sobtadament al nord-oest de Melanèsia, a l'arxipèlag Bismarck, la cadena d'illes que formaven un gran arc des de Nova Bretanya fins a les illes de l'Almirallat.
Aquesta cultura, coneguda com Lapita, destaca en el registre arqueològic melanesi, amb els seus grans pobles permanents en terrasses de platja al llarg de les costes. Particularment característic de la cultura Lapita és l'elaboració de ceràmica, que inclou un gran nombre de recipients de formes variades, alguns distingits per fines estampats i motius premsats a l'argila. Entre el 1300 i el 900 aC aproximadament, la cultura Lapita es va estendre 6000 km més a l'est de l'arxipèlag de Bismarck, fins que va arribar fins a Tonga i Samoa. La ceràmica lapita va persistir en llocs com Samoa, Tonga i Fiji durant molts anys després de la seva introducció a la Polinèsia occidental, però finalment es va extingir a la major part de la Polinèsia a causa de l'escassetat d'argila. Tot i que la producció de ceràmica no va viatjar més enllà de la Polinèsia occidental, alguns materials ceràmics s'han recuperat a través d'excavacions arqueològiques a la Polinèsia central però s'han atribuït al comerç.
D'acord amb la tradició oral polinèsia, es diu que la geografia de les vies de navegació polinèsia s'assembla a les qualitats geomètriques d'un pop amb el cap centrat a Ra'iātea (Polinèsia Francesa) i tentacles repartits pel Pacífic. En la tradició oral, el pop és conegut amb diversos noms com Taumata-Fe'e-Fa'atupu-Hau (Gran Pop de la Prosperitat), Tumu-Ra'i-Fenua (Inici-del-Cel-i-Terra) i Te Wheke-a-Muturangi (El pop de Muturangi).
La cronologia específica del descobriment i l'assentament de grups d'illes específics dins de la Polinèsia oriental i central és molt discutida entre els arqueòlegs, però una línia de temps generalment acceptada situa l'assentament inicial de les Illes Cook abans de l'any 1000 dC. A partir d'aquest punt, la navegació es va ramificar en totes direccions amb la Polinèsia oriental (incloses les illes de la Societat i les illes Marqueses) s'hi van assentar primer seguit de regions més remotes com Hawaii, l'illa de Pasqua i Nova Zelanda. El patró d'assentament també es va estendre al nord de Samoa fins als atols de Tuvalu, amb Tuvalu que va proporcionar un pas per a la fundació de comunitats atípiques de la Polinèsia a Melanèsia i Micronèsia. Els nadius de l'illa de Pasqua probablement provenen de Mangareva. Van descobrir l'illa utilitzant la trajectòria de vol del xatrac sutge. Quan el primer europeu que va visitar l'illa, Jacob Roggeveen, va desembarcar a l'illa de Pasqua, no va trobar cap evidència de navegació. En canvi, es va adonar que no hi havia prou arbres per construir canoes aptes per al mar i que les basses que utilitzaven els nadius tampoc eren aptes per al mar.
El registre arqueològic dona suport a les històries orals dels primers pobles de la regió, incloent-hi tant el temps com els orígens geogràfics de la societat polinèsia.

## Tècniques de navegació
Aquestes tècniques de senyalització juntament amb mètodes de construcció de canoes, anomenades va'a en alguns països, s'han mantingut com a secrets del gremi. En general cada illa manté un gremi dels navegants que tenen un estatus molt alt, en temps de fam o dificultats aquests navegants podrien comerciar per ajudar les persones o evacuar-les a les illes veïnes. Avui, alguns mètodes tradicionals de navegació polinèsia se segueixen ensenyant en la cultura polinèsia atípica de l'illa Taumako, a les Illes Salomó.

## Teories

### Contactes transoceànics precolombins

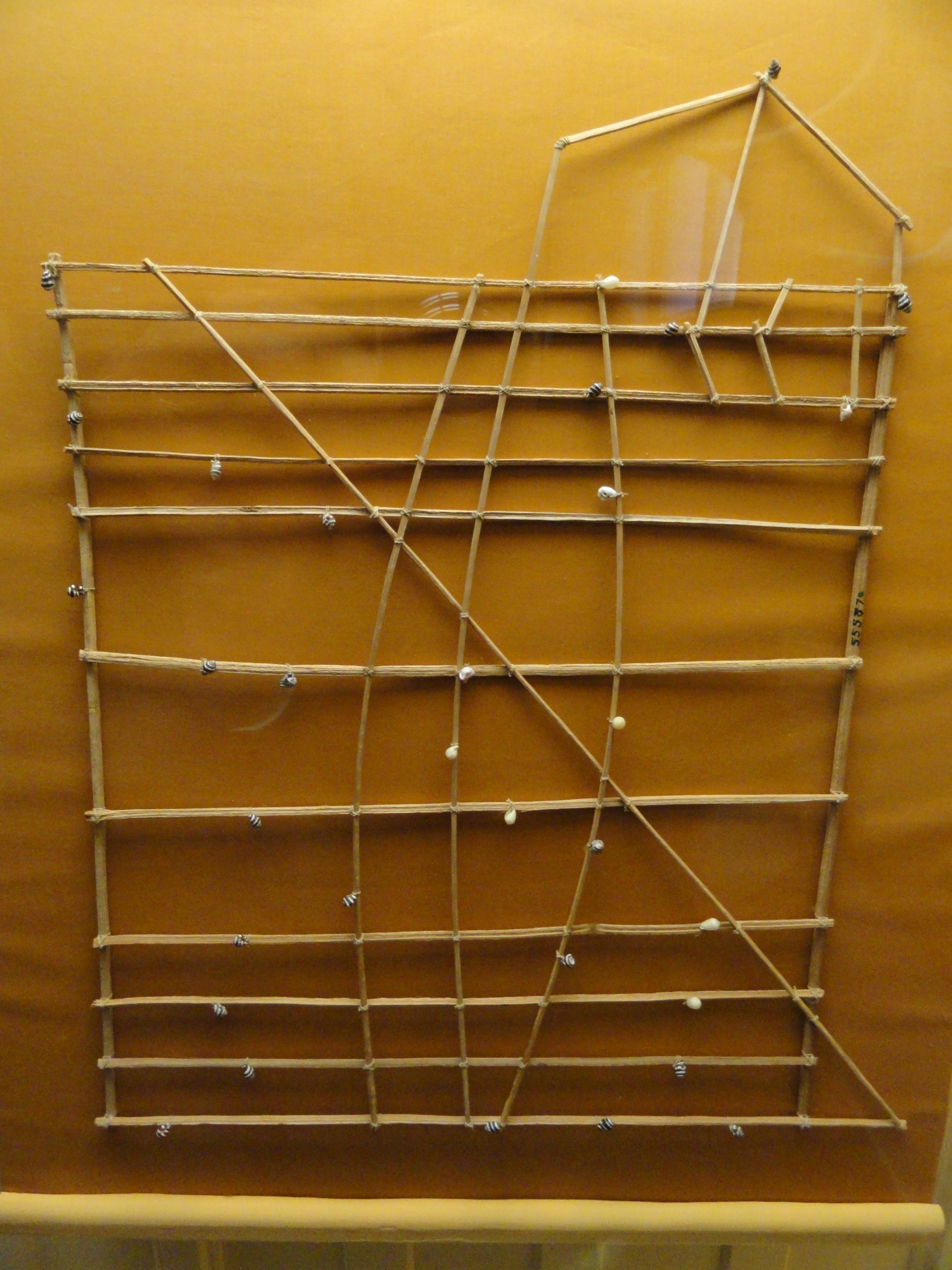
Carta de pals. Mapa polinèsic de navegació de les Illes Marshall que representa esquemàticament les direccions dels vents, ones i illes

A mitjans del segle xx, Thor Heyerdahl proposà una nova teoria sobre els orígens de la Polinèsia (que no tingué acceptació general), amb l'argument que els polinesis havien emigrat d'Amèrica del Sud amb barques.
La presència a les Illes Cook del tubercle lakumara (moniato), una planta nadiua americana, que data de l'any 1000, ha estat citada com a evidència que els nadius americans podrien haver viatjat a Oceania. Una explicació més simple postula dispersió biològica, en les plantes i llavors que poguessin surar a través del Pacífic sense cap mena de contacte humà.
En un estudi de 2007 publicat en les Actes de l'Acadèmia Nacional de Ciències la presència d'ossos de pollastre a L'Arenal, prop de la península d'Arauco, a Xile, va suggerir el contacte d'Oceania amb nadius americans. Els pollastres s'originaren al sud d'Àsia i la classe Araucana de Xile es creu que la hi portaren els espanyols al voltant de 1500. No obstant això, els ossos trobats a Xile van ser datats per radiocarboni entre 1304 i 1424, molt abans de l'arribada documentada dels espanyols. Algunes seqüències d'ADN que es van prendre tenien coincidències exactes a les dels pollastres de la mateixa època a Samoa Americana i Tonga, a més de 8.000 km de distància de Xile. Les seqüències genètiques també eren similars a les trobades a Hawaii i l'illa de Pasqua, l'illa més propera a 4.000 km i diferent de qualsevol altra classe de pollastre europea.
Altres indicis que proven la colonització polinèsia de la regió maputxe (Xile) són 6 cranis trobats a l'illa Mocha amb la típica forma polinèsia pentagonal del crani, així com la forma de la mandíbula.

### Postcolonització
El coneixement dels mètodes tradicionals polinesis de navegació s'ha perdut en gran manera després del contacte i la colonització dels europeus. D'acord amb Andrew Sharp, l'explorador James Cook ja estava familiaritzat amb els comptes de Charles de Brosse de grans grups d'illencs del Pacífic que foren expulsats del seu curs en les tempestes i van acabar a centenars de quilòmetres de distància sense tenir idea d'on estaven, es troben en el curs d'un dels seus viatges propis d'un grup de tahitians nàufrags que s'havia perdut en el mar en un vendaval i foren portats a més de 160 km de l'illa d'Atiu. Cook va escriure que l'incident d'Atiu "servirà per a explicar, millor que les mil conjectures de raonadors especulatius, com les parts separades de la terra i, en particular, com els mars del Sud, van poder haver estat poblats". En el seu primer viatge d'exploració del Pacífic Cook va comptar amb els serveis d'un navegant polinesi, Tupaia, qui va dibuixar un mapa de les illes dins d'un radi (al nord i oest) de 3.600 km de la seva illa natal de Ra'iatea.
A finals del segle xix i principis del segle XX s'havia creat una visió més generosa de la navegació polinèsia, amb la seva marineria, canoes i l'experiència de navegació. Alguns escriptors d'aquesta època com Abraham Fornander i Stephenson Percy Smith van narrar l'heroica migració dels polinesis en grans flotes coordinades des d'Àsia fins a l'actual Polinèsia.

### Recerca experimental

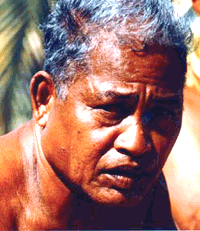
Navegant Mau Piailug (1932 - 2010) de l'illa Satawal, Micronèsia. Aquests navegants representen l'estat més alt de la tecnologia en les societats polinèsies antigues, ja que salvaven societats completes, en saber on estaven les illes i així les fonts de menjar

#### Navegació estel·lar
Una visió més sòbria i analítica la presentà Andrew Sharp, que proporcionà gran quantitat d'evidència per qüestionar la hipòtesi de la visió heroica; afirmava en canvi que els coneixements marítims de la Polinèsia eren molt limitats en l'àmbit de l'exploració i que els seus assentaments es produïren com a resultat de l'atzar, més que com a viatges organitzats de colonització. Posteriorment, el coneixement oral passat de generació en generació permeté el domini eventual per viatjar als llocs coneguts. Una reavaluació de Sharp provocà molta controvèrsia i dugué a un punt mort entre els romàntics i els escèptics.
Des de mitjans fins a finals de la decàda del 1960 se'n feren noves aproximacions a l'enfocament. L'antropòleg David Lewis navegà amb el seu catamarà des de Tahití a Nova Zelanda sense instruments, només amb navegació estel·lar. L'antropòleg i historiador Ben Finney va construir Nalehia, una rèplica de 40 metres d'una canoa doble hawaiana. Finney provà la canoa en una sèrie d'experiments de vela i rem en aigües de Hawaii. Alhora, la recerca etnogràfica a les Illes Carolines (a la Micronèsia) tragué a la llum el fet que els mètodes tradicionals de navegació estel·lar s'hi utilitzaven sovint. La construcció i les proves de canoes inspirades en els dissenys tradicionals, l'aprofitament dels coneixements especialitzats de viatges de Micronèsia, així com l'ús de la navegació estel·lar, permeté arribar a conclusions pràctiques sobre la navegabilitat i la capacitat de maneig en les tradicionals canoes polinèsies; és a dir, a una millor comprensió dels mètodes de navegació que probablement han estat utilitzats pels polinesis i de com s'adaptaren a la navegació.

#### Navegació mixta
És probable que els navegants polinesis empressin una àmplia gamma de tècniques incloent l'ús dels estels, el moviment dels corrents oceànics i els patrons d'ones, els patrons d'interferència de l'aire i del mar causat per les illes i atols, el vol de les aus, els vents i el clima.

#### Migració de les aus
Els científics creuen que els polinesis viatjant a llarga distància pels rumbs estacionals de les aus. Hi ha algunes referències en les seves tradicions orals sobre el vol de les aus i alguns diuen que hi havia marques d'direcció en terra que apuntaven a les illes distants d'acord amb aquestes rutes. Un viatge des de Tahití, Tuamotu o les Illes Cook a Nova Zelanda podria haver seguit la migració del Cuco de cua llarga igual que el viatge de Tahití a Hawaii, coincidiria amb la migració de la Daurada petita del Pacífic i la del Numenius tahitiensis. També es creu que els polinesis empraven albiraments d'aus en terra igual que molts altres pobles mariners.
Una teoria és que haurien portat una Fregata comuna amb ells. Aquests ocells es neguen a aterrar en l'aigua perquè les plomes es mullen i llavors els és impossible volar. Quan els viatgers pensaven que estaven prop de terra, alliberaven l'au, que o bé podria volar cap a terra, o tornar a la canoa.

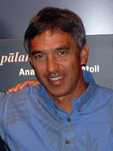
Navegant hawaià, Nainoa Thompson, 2003

#### La navegació estel·lar com una tecnologia avançada
Els pobles del Pacífic, incloent-hi els micronesis i polinesis, van desenvolupar la navegació pels estels com un art. Se suposa que els polinesis imaginaven el cel com l'interior d'una cúpula que un estel seguia al llarg d'un camí que passava sobre algunes illes. Posaren nom a més de cent cinquanta estels. Un navegant hauria sabut on i quan un determinat estel sortia i es ponia. Així els navegants polinesis navegaven cap a l'estel que sabien que era la seva destinació, que després es convertiria en illa de destinació.
És probable que els polinesis també s'utilitzessin l'onatge per a navegar. Moltes de les àrees habitables de l'oceà Pacífic són grups d'illes (o atols) en cadenes de centenars de quilòmetres de llarg. Les cadenes d'illes tenen efectes previsibles de les ones i els corrents. Els navegants que vivien en un grup d'illes havien d'aprendre el sentit de la forma de diverses illes, la direcció i moviment, i haurien estat capaços de corregir el camí, d'acord amb els canvis que percebien. Quan arribaven als voltants d'una cadena d'illes amb què no estaven familiaritzats, hi transferien la seva experiència i deduïen que s'apropaven a un grup d'illes. Una vegada arribats bastant prop d'una illa de destinació, podrien identificar-ne la localització per l'albirament d'aus terrestres, certes formacions de núvols, així com els reflexos en l'aigua superficial de la part inferior dels núvols. Es pensa que els navegants de Polinèsia mesurarien el temps emprat per navegar entre les illes en "dies canoa" o un tipus semblant d'expressió.

#### Hawaii antic
Es postula que els primers pobladors de la illes Hawaii van sortir de les Illes Marqueses utilitzant els mètodes de navegació polinèsia. Per provar aquesta teoria, la Societat viatgera polinèsia hawaiana, establerta el 1973, va construir una rèplica d'una canoa de doble buc antic anomenada Hokule'a, la tripulació de la qual va navegar amb èxit per l'oceà Pacífic a partir de Hawaii i de Tahití el 1976, sense instruments. El 1980, un hawaià anomenat Nainoa Thompson va inventar un nou mètode no instrumental de navegació (sistema de senyalització modern "Hawaià"), la qual cosa li permeté comcloure un viatge des d'Hawaii a Tahití i tornada. El 1987, un maorí anomenat Matahi Whakataka (Greg Brightwell) i el seu mentor Francis Cowan salparen des de Tahití a Aotearoa sense instruments.
A Nova Zelanda, un dels principals navegants i constructors de bucs maoris, Héctor Busby, també s'inspirà pel viatge de Nainoa Thompson i Hokulea el 1985.